# زميسكايا (ألانيجا)
زميسكايا (بالروسية: Змейская) هي مدينة في جمهورية أوسيتيا الشمالية - ألانيا في روسيا.
يبلغ عدد سكانها حوالي 6333 نسمة.